# Митюк, Ефим Никифорович
Ефим Никифорович Митюк (1732—1810) — деятель киевского магистрата, второй председатель городской думы Киева в 1787—1790 годах.

## Биография
Происходил из состоятельной купеческо-шляхетской семьи Митюков. Сын купца Никифора Ермолаевича Митюка. Жил на Кожемяках. Совместно с отцом занимался торговым делом, впоследствии став купцом I гильдии. Приобрёл три усадьбы и постоялый двор. Одновременно принимал активное участие в работе городского магистрата. В 1766 году назначен инстигатором магистрата. Уже в 1770-х годах значится как один из самых богатых киевских купцов.
В 1781 или 1782 году избран райцей. В 1780-х годах стал купеческой старшиной и гласным городской думы. Это позволило получить ранг бунчукового товарища. В 1787 году избран председателем городской думы Киева. Продолжил политику предшественника, Василия Копистенского, по защите интересов города по поводу передачи доходов с Васильковской таможни. Председатель и члены думы настаивали на передаче доходов с таможни в распоряжение думы, а правитель киевского наместничества Семён Ширков — приказу общественного призрения (попечительство). В конце концов, достигнуто соглашение об увеличении доходов городской думы, а взамен доходы от Васильковской таможни направлены приказу. В 1788 году встречал императрицу Екатерину II во время пребывания в Киеве.
В 1790 году уступил пост Григорию Радзицкому. В 1792 году после смерти отца объединил семейную собственность и капиталы. В дальнейшем занимался купеческой деятельностью, однако не забывал о делах города, принимая участие в общих собраниях. В 1797 году вместе с купцом Фёдором Рябчиковым выступал поручителем выполнения строительных работ по возведению арсенала Киево-Печерской цитадели.
В 1802 году избран бурмистром. В 1806 году вместе с войтом Георгием Рыбальским вошёл в состав комиссии по городским доходам и расходам. Она управляла финансовыми поступлениями и расходами, а также торговой сферой. Был довольно активным её членом, пытаясь ликвидировать дефицит средств, который продолжал неуклонно расти.
Жена — Ксения Афанасьевна. Дети: Федор (1764), Георгий (1766), Василий (1776). Правнук — профессор права, ректор Киевского университета Св. Владимира Каллиник Андреевич Митюков (1823—1885).
Умер 28 марта (9 апреля) 1810 года, похоронен на Щекавицком кладбище.